# ابل فیگویردو
ابل فیگویردو (به پرتغالی: Abel Figueiredo) یک شهرستان در برزیل است که در پارا واقع شده‌است.